# ОСПС

## Содержание
1. Определение Кодекса ОСПС
2. Цели Кодекса
3. Применение Кодекса
4. История создания Кодекса ОСПС
5. Изменения Кодекса ОСПС
6. Структура Кодекса ОСПС
7. Документы, выдаваемые Компании и судну по результатам освидетельствования

## Определение Кодекса ОСПС
Международный кодекс по охране судов и портовых средств (далее – Кодекс ОСПС, Кодекс) означает Международный кодекс по охране судов и портовых средств, состоящий из части А (положения которой рассматриваются как имеющие обязательную силу) и части В (положения которой рассматриваются как рекомендательные), принятый 12 декабря 2002 года резолюцией 2 Конференции Договаривающихся правительств Международной конвенции по охране человеческой жизни на море 1974 года (далее – МК СОЛАС-74), с поправками, которые могут быть внесены ИМО, при условии что:
1. поправки к части А Кодекса одобряются, вступают в силу и действуют в соответствии с положениями статьи VIII МК СОЛАС-74, касающимися процедур внесения поправок в Приложение, за исключением его главы I; и
2. поправки к части В Кодекса принимаются Комитетом по безопасности на море в соответствии с его правилами процедуры.

## Цели Кодекса
1. создание международной структуры, использующей сотрудничество между Договаривающимися правительствами, правительственными учреждениями, местными Администрациями, представителями морского судоходства и портов для выявления угрозы и принятия мер, предупреждающих происшествия, связанные с нарушением охраны судов или портовых средств, используемых в международной торговле;
2. распределение соответствующих ролей и ответственности между Договаривающимися правительствами, правительственными учреждениями, местными Администрациями, представителями морского судоходства и портов на национальном и международном уровнях для обеспечения охраны на море;
3. обеспечение заблаговременного и эффективного сбора и обмена информацией, связанной с охраной;
4. предоставление методологии оценок охраны, так чтобы иметь готовые планы и процедуры реагирования на изменяющиеся уровни охраны; и
5. обеспечение уверенности в том, что в наличии имеются адекватные и надлежащие меры обеспечения охраны на море.

## Применение Кодекса
Кодекс применяется к
1. следующим типам судов, совершающих международные рейсы:

1.1. пассажирские суда, включая высокоскоростные пассажирские суда;
1.2. грузовые суда, включая высокоскоростные суда, вместимостью 500 и более; и
1.3. морские передвижные буровые установки; и
2. портовым средствам, обслуживающим такие суда, совершающие международные рейсы.
Несмотря на положение пункта 1.1.2, Договаривающиеся правительства решают вопрос об объеме применения данной части Кодекса к тем портовым средствам на их территории, которые, хотя и используются главным образом судами, не совершающими международные рейсы, вынуждены иногда обслуживать суда, приходящие из международного рейса или уходящие в международный рейс. Договаривающиеся правительства основывают свои решения на оценке охраны портового средства, выполненной в соответствии с частью А Кодекса. Любое решение, принимаемое Договаривающимися правительствами, не должно вести к снижению уровня охраны, предусмотренного главой XI-2 или частью А Кодекса.
Кодекс ОСПС не применяется в военным кораблям, вспомогательным судам военно-морского флота и другим судам, принадлежащим Договаривающемуся правительству или эксплуатируемым им и используемым только для правительственной некоммерческой службы.

## История создания Кодекса ОСПС
После терактов 11 сентября 2001 года, на 22-й сессии Ассамблеи ИМО в ноябре 2001 года было единогласно принято решение выработать новые меры в отношении судов и портовых средств для принятия их в декабре 2002 года на Конференции Договаривающихся правительств Конвенции СОЛАС-74 (известной как Дипломатическая конференция по охране на море). Подготовка к Дипломатической конференции была поручена Комитету по безопасности на море (далее – КБМ) ИМО на основе документов, представленных государствами-членами, межправительственными, а также неправительственными организациями, имеющими консультативный статус в ИМО.
В декабре 2002 года КБМ на 76 сессии согласовал окончательную версию текстов для рассмотрения на Дипломатической конференции.
9-13 декабря 2002 года Дипломатическая конференция по охране на море своей Резолюцией 1 приняла новую главу XI-2 Конвенции СОЛАС-74, а Резолюцией 2 – Международный кодекс по охране судов и портовых средств (Кодекс ОСПС).
1 июля 2004 года глава XI-2 Конвенции СОЛАС-74 и Кодекс ОСПС вступили в силу.

## Изменения Кодекса ОСПС
Резолюция ИМО MSC.196(80) «Поправки к Международному кодексу по охране судов и портовых средств (Кодекс ОСПС)» принята 20.05.2005, вступила в силу 01.01.2009

## Структура Кодекса ОСПС
| ПРЕАМБУЛА | PREAMBLE |
| ЧАСТЬ А Обязательные требования в отношении положений главы XI-2 Приложения к Международной конвенции по охране человеческой жизни на море 1974 г. с поправками                 | PART A Mandatory requirements regarding the provisions of chapter Xl-2 of the Annex to the International convention for the safety of life at sea, 1974, as amended          |
| 1 Общие положения | 1 General |
| 1.1 Введение | 1.1 Introduction |
| 1.2 Цели | 1.2 Objectives |
| 1.3 Функциональные требования | 1.3 Functional requirements |
| 2 Определения | 2 Definitions |
| 3 Применение | 3 Application |
| 4 Ответственность Договаривающихся правительств | 4 Responsibilities of contracting governments |
| 5 Декларация об охране | 5 Declaration of security |
| 6 Обязанности компании | 6 Obligations of the company |
| 7 Охрана судов | 7 Ship security |
| 8 Оценка охраны судов | 8 Ship security assessment |
| 9 План охраны судна | 9 Ship security plan |
| 10 Ведение записей | 10 Records |
| 11 Должностное лицо компании, ответственное за охрану | 11 Company security officer |
| 12 Лицо командного состава, ответственное за охрану судна | 12 Ship security officer |
| 13 Подготовка персонала, учения и занятия по вопросам охраны судна | 13 Training, drills and exercises on ship security |
| 14 Охрана портовых средств | 14 Port facility security |
| 15 Оценка охраны портовых средств | 15 Port facility security assessment |
| 16 План охраны портового средства | 16 Port facility security plan |
| 17 Должностное лицо портового средства, ответственное за охрану | 17 Port facility security officer |
| 18 Подготовка персонала, учения и занятия по охране портового средства | 18 Training, drills and exercises on port facility security |
| 19 Проверка судов и оформление свидетельств судам | 19 Verification and certification of ships |
| 19.1 Проверки | 19.1 Verifications |
| 19.2 Выдача или подтверждение Свидетельства | 19.2 Issue or endorsement of Certificate |
| 19.3 Срок действия и действительность Свидетельства | 19.3 Duration and validity of Certificate |
| 19.4 Оформление Временного свидетельства | 19.4 Interim certification |
| Дополнение к части А | Appendix то Part A |
| ЧАСТЬ В Руководство, касающееся положений главы XI-2 приложения к международной конвенции по охране человеческой жизни на море, 1974 г. с поправками, и части А данного Кодекса | PART В Guidance regarding the provisions of chapter XI-2 of the Annex to the International convention for the safety of life at sea, 1974 as Amended and Part A of this Code |
| 1 Введение | 1 Introduction |
| 2 Определения | 2 Definitions |
| 3 Применение | 3 Application |
| 4 Ответственность Договаривающихся правительств | 4 Responsibility of contracting governments |
| 5 Декларация об охране | 5 Declaration of security |
| 6 Обязанности Компании | 6 Obligations of the company |
| 7 Охрана судна | 7 Ship security |
| 8 Оценка охраны судна | 8 Ship security assessment |
| 9 План охраны судна | 9 Ship security plan |
| 10 Ведение записей | 10 Records |
| 11 Должностное лицо компании, ответственное за охрану | 11 Company security officer |
| 12 Лицо командного состава, ответственное за охрану судна | 12 Ship security officer |
| 13 Подготовка персонала, учения и занятия по вопросам охраны судна | 13 Training, drills and exercises on ship security |
| 14 Охрана портовых средств | 14 Port facility security |
| 15 Оценка охраны портового средства | 15 Port facility security assessment |
| 16 План охраны портового средства | 16 Port facility security plan |
| 17 Должностное лицо портового средства, ответственное за охрану | 17 Port facility security officer |
| 18 Подготовка персонала, учения и занятия по охране портового средства | 18 Training, drills and exercises for Port Facilities |
| 19 Проверка судов и оформление свидетельств судам | 19 Verification and certification for ships |
| Дополнение к части В | Appendix to Part В |
| Дополнение 1 - Форма Декларации об охране | Appendix 1 - Form of a Declaration of Security |
| Дополнение 2 - Форма Заявления о соответствии портового средства | Appendix 2 - Form of a Statement of Compliance of a Port Facility |

## Документы, выдаваемые Компании и судну по результатам освидетельствования
Письмо об одобрении Плана Охраны Судна (далее – Письмо об одобрении ПОС) оформляется Администрацией или Признанной в области охраны Организацией по результатам одобрения ПОС.
Международное Свидетельство об Охране Судна (далее – СвОС) выдается после первоначальной проверки или проверки для возобновления Свидетельства на срок, установленный Администрацией, который не должен превышать 5 лет.
Для подтверждения действительности СвОС Администрацией или Признанной в области охраны Организацией должна проводиться по меньшей мере одна промежуточная проверка. Если проводится только одна промежуточная проверка, она должна проводиться между второй и третьей ежегодными датами СвОС. Промежуточная проверка должна включать инспекцию системы охраны и любого связанного с ней оборудования охраны судна, чтобы удостовериться в том, что они остаются в удовлетворительном состоянии, пригодном для того вида эксплуатации, для которого предназначено судно. Проведение такой промежуточной проверки должно быть подтверждено в СвОС.
Временное Международное Свидетельство об Охране Судна (далее – временное СвОС)
Временное СвОС должно действовать в течение 6 месяцев или до даты выдачи СвОС, смотря по тому, какая из дат наступит раньше, и не может продлеваться.
Временное СвОС должно выдаваться только когда Администрация или признанная в области охраны Организация от имени Администрации проверила и убедилась, что:
.1 выполнена оценка охраны судна, требуемая частью А Кодекса;
.2 экземпляр ПОС, удовлетворяющего требованиям главы XI-2 МК СОЛАС-74 и части А Кодекса, находится на борту, был представлен для рассмотрения и одобрения и задействован на судне;
.3 имеется судовая система оповещения, удовлетворяющая требованиям правила XI-2/6, если она требуется;
.4 должностное лицо компании, ответственное за охрану,
.1 обеспечило:
.1 рассмотрение ПОС на соответствие части А Кодекса;
.2 представление ПОС на одобрение; и
.3 задействование ПОС на судне; и
.2 определило необходимые мероприятия, включая учения, тренировки, промежуточные проверки, дающие основания должностному лицу компании, ответственному за охрану,
быть уверенным в том, что в течение 6 месяцев судно успешно пройдет проверку в соответствии с положениями пункта 19.1.1.1 Кодекса;
.5 проведены мероприятия по выполнению требуемых проверок по пункту 19.1.1.1;
.6 капитан, лицо командного состава, ответственное за охрану судна, и другой персонал судна, имеющий специфичные обязанности по охране, знают свои обязанности и ответственность,
указанные в части А Кодекса, и соответствующие положения ПОС, имеющегося на борту; обеспечены такой информацией на рабочем или понятном для персонала судна языке или языках; и
.7 лицо командного состава, ответственное за охрану судна, удовлетворяет требованиям части А Кодекса.

## Руководство по морской безопасности по Кодексу ОСПС
В 2012 году ИМО разработала «Руководство по морской безопасности по Кодексу ОСПС» (Guide to maritime security and the ISPS Code 2012 Edition) с целью объединения существующих материалов ИМО, касающихся морской безопасности, в легко читаемое руководство к главе XI-2 СОЛАС и Кодексу ОСПС с тем, чтобы помочь государствам в содействии обеспечению безопасности на море путем разработки необходимой правовой базы, соответствующих административных процедур, а также обеспечению необходимых материальных, технических и людских ресурсов.
Данное Руководство предназначено:
1. для оказания помощи правительствам стран-участниц СОЛАС-74 в применении и обеспечении выполнения положений главы XI-2 СОЛАС-74 и Кодекса ОСПС;
2. для всех заинтересованных в качестве справочного пособия по наращиванию потенциала в области безопасности на море.

В 2021 году Руководство было переиздано.